# §Rainbow
「§Rainbow」（セクション・レインボー）は、i☆Risの楽曲。ACKOが作詞、永井ルイが作曲を手掛けた。ユニットの3枚目のシングルとして2013年8月21日にDIVE II entertainmentから発売された。

## 概要
前作「イチズ」から約3ヶ月ぶり、2013年2枚目のシングル。憧れの世界に自分たちが立ったときの戸惑いや葛藤を歌った応援ソングになっている。
表題曲「§Rainbow」はテレビ東京系『プリティーリズム・レインボーライブ』第2クールエンディングテーマに起用された。
ミュージックビデオの映像監督は、前作の「イチズ」に続いて福居英晃が務めた。
2曲目「進めアバンチュール」は、独特の振り付けで、多数のコールが入った曲となっている。
Type-Cの3曲目「もってけ!セーラーふく」は、テレビアニメ「らき☆すた」のカバー楽曲となっており、ライブで披露する際にはメンバーがポンポンを用いる。

## 収録曲

### Type-A
1. §Rainbow [5:27]
作詞：ACKO、作曲・編曲：永井ルイ
  - テレビ東京系『プリティーリズム・レインボーライブ』第2クールエンディングテーマ
2. 進めアバンチュール [3:34]
作詞：ACKO、作曲・編曲：永井ルイ
3. §Rainbow -Instrumental-
4. 進めアバンチュール -Instrumental-

DVD
1. §Rainbow -Music Video-
2. §Rainbow -Music Video- (1Shot Ver.)
3. §Rainbow -Off Shot Movie- (Jacket&Recording Ver.)

### Type-B
1. §Rainbow
2. 進めアバンチュール
3. §Rainbow -Instrumental-
4. 進めアバンチュール -Instrumental-

DVD
1. §Rainbow -Music Video-
2. §Rainbow -Music Video- (6Shot Ver.)
3. §Rainbow -Off Shot Movie- (Music Video Ver.)

### Type-C
1. §Rainbow
2. 進めアバンチュール
3. もってけ!セーラーふく [4:21]
作詞：畑亜貴、作曲：神前暁、編曲：永井ルイ
4. §Rainbow -Instrumental-
5. 進めアバンチュール -Instrumental-
6. もってけ!セーラーふく -Instrumental-